# トリスタン和音
トリスタン和音（トリスタンわおん）とは、
ヘ(F）、ロ(H)、嬰ニ(Dis)、嬰ト(Gis)
からなる和音で和声学で言う「導七の和音」又は「減五短七の和音」(Half-diminished seventh chord<英語版>)の一種である。また一般に同じ音程（下から順に増4度、長3度、完全4度）からなる和音をもいう。
この和音がリヒャルト・ワーグナーの楽劇『トリスタンとイゾルデ』の冒頭に現れることから名づけられた。

この和音の和声上の機能についてはいろいろな解釈が可能であり、調性的には曖昧である。
この和音はエンハーモニック（異名同音）により、変ト長調VII 7または変ホ短調II 7の
へ(F) - 変イ(As) - 変ハ(Ces) - 変ホ(Es)
とも、またイ短調ドッペルドミナント7のロ(H) - 嬰ニ(Dis) - 嬰ヘ(Fis) - イ(A)の第五音を下方変位させた
ロ(H) - 嬰ニ(Dis) - ヘ(F) - イ(A)
（嬰ト(Gis)は倚音または経過音である）とも解釈でき、第五音の下方変位したドッペルドミナントの第二転回形である増六の和音の一種、フランスの六として捉えることもできる。
ワーグナーはこれによって和音の機能よりも音、響きを強調したといえる。
当時は“和声の危機”と騒がれたが、のちに同種の和音はブルックナーの交響曲やマーラー、ドビュッシーなどにより利用され、たとえば『牧神の午後への前奏曲』や『子供の領分』（ゴリヴォーグのケークウォーク）に頻繁にみられる。
これを発展させた形として、スクリャービンの「神秘和音」がある。